# Aneflomorpha gilana
Aneflomorpha gilana là một loài bọ cánh cứng trong họ Cerambycidae.